# Steirastoma aethiops
Steirastoma aethiops là một loài bọ cánh cứng trong họ Cerambycidae.